# Joyce Mansour
Pour les articles homonymes, voir Mansour.
Joyce Mansour née Joyce Patricia Adès le 25 juillet 1928 à Bowden, Angleterre et morte le 28 août 1986 à Boulogne-Billancourt (Hauts-de-Seine), est une poétesse et écrivaine égyptienne d'expression française liée au surréalisme.

## Biographie
Les ascendants de Joyce Adès font partie de la colonie britannique installée au Caire depuis plusieurs générations,,. Son père dirige une filature.
Après des études en Angleterre et en Suisse, elle retourne en Égypte où elle s'illustre dans la course à pied.
En 1947, son premier mariage s'achève tragiquement au bout de six mois quand son mari meurt d'une maladie incurable.
Elle se remarie en 1949 avec Samir Mansour, issu de la colonie française du Caire. Dès lors, ils partagent leur vie entre Le Caire et Paris. Joyce Mansour s'initie à la culture française et commence à écrire en français.
En 1953, les éditions Seghers publient son premier recueil de poèmes Cris qui est remarqué par la revue surréaliste Médium. Elle rencontre André Breton qui la compare à celle « que le conte oriental nomme la tubéreuse enfant. » Par son intermédiaire, elle fait la connaissance de Pierre Alechinsky, Wifredo Lam, Matta, Henri Michaux, André Pieyre de Mandiargues et participe aux activités des surréalistes.
En 1954, les Mansour s'installent définitivement à Paris. C'est dans leur appartement que le 2 décembre 1959, en marge de l'exposition internationale du surréalisme dédiée à Éros, en présence de Breton et Matta, le plasticien québécois Jean Benoît présente son Exécution du testament du Marquis de Sade. Au cours de cette séance, Jean Benoît s'applique sur la poitrine un fer rougi portant les quatre lettres SADE. Ce que le peintre Roberto Matta, fit lui aussi en utilisant le même fer.
En 1965, la seconde de couverture de Carré blanc la présente ainsi : « Joyce Mansour, Égyptienne, née en Angleterre, a séjourné en Égypte, vit en France. Spécialiste du saut en hauteur, elle a été championne de course à pied ».
Jean-Louis Bédouin voit dans la poésie de Joyce Mansour « Une puissance à l'image de l'antique terre-mère : c'est parce qu'elle engloutit la graine, qu'elle peut rendre le baiser d'une fleur ardente. » Pour Alain Jouffroy, son absence de pudeur « marque une sorte de révolte, essentiellement féminine, contre le despotisme sexuel de l'homme, qui fait souvent de l'érotisme sa création exclusive. »
Certains de ses recueils sont illustrés par les peintres Pierre Alechinsky, Enrico Baj, Hans Bellmer, Jorge Camacho, Wilfredo Lam, Roberto Matta, Pierre Molinier, Reinhoud d'Haese et Max Walter Svanberg.
Le 7 novembre 1984, pour une soirée au profit d'Amnesty International, elle joue dans la pièce de Virginia Woolf Freshwater dans une mise en scène de Simone Benmussa, au Théâtre du Rond-Point à Paris. Les écrivains Eugène Ionesco, Nathalie Sarraute, Alain Robbe-Grillet et Jean-Paul Aron sont les autres interprètes de cette pièce.[réf. nécessaire]
En 1991, les éditions Actes Sud ont publié tous ses écrits, rassemblés avec l'aide de son mari, Samir Mansour.
Une installation hommage présentant ses souvenirs surréalistes et des œuvres avec lesquelles elle a vécu, a eu lieu au musée du Quai Branly Paris mezzanine centrale du 18 novembre 2014 au 1er février 2015.

## Œuvres

### Poésie
- Cris, Éditions Seghers, Paris, 1953.
- Déchirures, Éditions de Minuit, Paris, 1955.
- Rapaces, Éditions Seghers, Paris, 1960 (couverture de Jean Benoit).
- Carré blanc, Le Soleil Noir, Paris, 1966 (illustrations de Pierre Alechinsky)[13].
- Les Damnations, Éditions de Visat, Paris, 1967.
- Phallus et momies, Éditions Daily Bul, La Louvière, 1969.
- Astres et désastres, London Art Gallery, Londres, 1969.
- Anvil Flowers, Art édition Fratelli Pozzo, Turin, 1970.
- Prédelle Alechinsky à la ligne, Weber-galerie de France, Paris, 1973.
- Pandemonium, La Nueva Foglio, Macerata, 1976.
- Faire signe au machiniste, Le Soleil Noir, Paris, 1977.
- Sens interdits, Bernard Letu, Genève, 1979.
- Le Grand Jamais, Éditions Maeght, Carvès, 1981.
- Jasmin d'hiver, Éditions Fata Morgana, Saint-Clément-de-Rivière, 1982.
- Flammes immobiles, Fata Morgana, Saint-Clément-de-Rivière, 1985.
- Trous noirs, Pierre d'Alun, Bruxelles, 1986.

### Prose
- Les Gisants satisfaits, Jean-Jacques Pauvert, Paris, 1958
- Jules César, Éd. Pierre Seghers, Paris, 1958
- Ça, Le Soleil Noir, Paris, 1970
- Histoires nocives, Gallimard, Paris, 1973. Nouvelle parution aux Éditions Les Perséides, coll. "La Lune attique", Rennes, 2005

### Pièce de théâtre
- Le Bleu des fonds, Le Soleil Noir, Paris, 1968. (Illustrations de Pierre Alechinsky)

### Textes parus en revues
- « Le Perroquet », Le surréalisme, même, n° 1, automne 1956.
- « Pericolo sporgersi », Le surréalisme, même, n° 2, printemps 1957.
- « Le Cancer », Le surréalisme, même, n° 3, automne 1957.
- « Transports en commun », Le surréalisme même, n° 4, printemps 1958.
- « Le bleu des fonds », Le surréalisme, même, n° 5, 1959.
- « Prête à porter », Bief, n° 1,1958.
- « Rubrique lubrique pour petites bringues », Bief, n° 2,1958.
- « Les jeux de l'amour et du bazar », Bief, n° 3, 1959.
- « Le Missel de la Miss : bonnes nuits », Bief, n° 4,1959.
- « Le bloc sanitaire, seule défense contre le rideau de fer », Bief, n° 5,1959.
- « Genève », Bief, n° 8,1959.
- « Velours », Bief, n° 10-11, 1960.
- « Conseils pratiques en attendant », Bief, n° 12, 1960.
- « Dolman le maléfique », La Brèche, n° 1, 1961.
- « ... lui, dans les ténèbres », « Parades éphémères », « D’heure en heure plus délicieux », « Sentiments positifs envers John », « Lorsque Myriam sortit de l'extase », La Brèche, n° 3, 1962.
- « Infiniment... sur le gazon », La Brèche, n° 4, 1963.
- « Le désir du désir sans fin », La Brèche, n° 5, octobre l963.
- « Illusions de vol », La Brèche, n° 6, juin 1964.
- « Funéraire comme une attente à vie », La Brèche, n° 7, 1964.
- « Du doux repos », « Chant des cuisses d’élytres », La Brèche, n° 8, 1965.
- « L'ombre de ma folie », Opus International, n° 6, 1968.
- « Pierre Molinier ou celui qui désire », Opus International, n° 19-20, 1970.
- « Pour Cogollo », Surréalisme, n° 2, 1977.

### Œuvres complètes
- Prose et poésie, œuvre complète, Actes Sud, Paris, 1991.  (ISBN 2 86869 592 2)
- Prose et poésie, œuvre complète, éditions Michel de Maule, 2014. (Réédition enrichie)
- Spirales vagabondes et autres parallèles en labyrinthe, Nouvelles Éditions Place, Paris, 2018. (Textes absents de Prose et poésie, oeuvre complète)

## Ouvrages sur Joyce Mansour

### Écrits

#### Livres et thèses
- Marie-Claire Barnet, La Femme cent sexes ou les genres communicants. Deharme, Mansour, Prassinos, Peter Lang, 1998.
- Annlaug Bjorsnons, Jumelés par l'angoisse, séparés par l'extase : une analyse de l'œuvre poétique de Joyce Mansour, Oslo, Solum Forlag, 1998.
- Stéphanie Caron, Réinventer le lyrisme. Le surréalisme de Joyce Mansour, Droz, Genève 2007. (ISBN 978-2-600-01090-0)
- Wafa Kerhali, « Joyce Mansour, une vision du monde ou le surréalisme au féminin », Thèse de doctorat, Département de littérature française et comparée, Université Paris 3, 2007.
- Marie-Francine Mansour, Une vie surréaliste : Joyce Mansour, complice d'André Breton, Chaintreaux, France-Empire Monde, 2014.
- Marie-Francine Mansour, « Le surréalisme à travers Joyce Mansour : peinture et poésie, le miroir du désir », Thèse de doctorat, Département d’histoire de l’art et d’archéologie, Université de Paris 1 Panthéon-Sorbonne, 2014.
- John Herbert Matthews, Joyce Mansour, Rodopi, Amsterdam, 1985
- Marie-Laure Missir, Joyce Mansour, une étrange demoiselle, Jean-Michel Place, Paris, 2005.  (ISBN 285893 684 6).

#### Chapitres de livre et articles
- Adam Biro & René Passeron, Dictionnaire général du surréalisme et de ses environs, coédition Office du livre, Fribourg (Suisse) et Presses universitaires de France, Paris, 1982.
- Cristina Boidard Boisson, « Le langage du corps dans Cris de Joyce Mansour », en ligne, Francofonía, nº4, 1995.
- Stéphanie Caron, « De la création comme (re)commencement. Petit aperçu sur la genèse des récits de Joyce Mansour : le cas "Napoléon" », in Pleine Marge n° 37, mai 2003.
- Victoria Carruthers, « Excessive Bodies, Shifting Subjects and Voice in the Poetry of Joyce Mansour », en ligne, Dada/Surrealism, nº19, 2013.
- Katharine Conley, Katharine « Joyce Mansour’s Ambivalent Poetic Body », en ligne, French Forum, vol. 20, nº2, 1995.
- Georgiana Colvile, Scandaleusement d'elles. Trente-quatre femmes surréalistes, Jean-Michel Place, Paris, 1999, pp. 186-195[14].
- Georgiana Colvile, « Joyce Mansour et "Les Gisants satisfaits", trente ans après », in Avant-Garde no 4, Rodopi, 1990.
- Marco Conti, « Joyce Mansour, l'eros senza fine », Poesia no 127, Crocetti, 1999.
- Marie-Claire Dumas, « Îles flottantes : où ils et elle parlent. Un récit de Joyce Mansour », en ligne, Littérature, nº97, 1995.
- Maitland Sierra Dunwoody, « Les auteures surréalistes : French and Francophone Women Surrealist Writers : Joyce Mansour, Valentine Penrose and Gisèle Prassinos », Mémoire, University of Tennessee, 2017.
- Alain Marc, Écrire le cri, Sade, Bataille, Maïakovski…, préface de Pierre Bourgeade, l’Écarlate, 2000. (ISBN 9782910142049)
- Richard Stamelman, « Le Fauve parfum du plaisir, poésie et éros chez Joyce Mansour », La Femme s'entête, la part du féminin dans le surréalisme, Lachenal & Ritter, coll. « Pleine Marge », 1998.

#### Anthologies
- Jean-Louis Bédouin, Anthologie de la poésie surréaliste, Éd. Pierre Seghers, Paris, 1983.
- Marco Conti, « Introduction et traduction à Joyce Mansour », Blu come il deserto. Antologia poetica (1953-1986), Terra d'Ulivi Edizioni, 2017.

### Documents sonores

#### Disque
- Ouroboros chante Joyce Mansour, musique de Bernard Ascal, EPM "Poètes et chansons", 2004

#### Émission de radio
- Poésie sur parole, d'André Velter, première diffusion le 4 septembre 2005 sur France Culture

#### Mise en musique
- « Saignée », chanson signée Bernard Lavilliers et présente sur son album État d'urgence, est en fait une reprise (non créditée) du poème en prose « La pointe » de Joyce Mansour, extrait du recueil Ça (Le Soleil Noir, 1970), texte que l'on peut lire dans l'Anthologie de la poésie érotique publiée par Marcel Béalu aux éditions Seghers en 1971 (réédition en 2007)[15].